# Tetra Vaal
Tetra Vaal ist ein Science-Fiction-Kurzfilm unter der Regie von Neill Blomkamp und wurde 2003 von Spy Films veröffentlicht. Der Film handelt von einem bewaffneten humanoiden Polizeiroboter, der in den Slums von Johannesburg in Südafrika eingesetzt wird.
Die visuellen Effekte wurden von Neill Blomkamp und Winston Helgason erstellt.

## Handlung
Der Film ist im Stil eines Einsatzfilmes gehalten und zeigt den Alltag eines humanoiden Roboters, der entworfen wurde, um die südafrikanische Polizei im Einsatz zu unterstützen. Man sieht ihn während des Streifendienstes. Er geht dabei stets allein vor. Er wird in eine Schießerei verwickelt und stark beschädigt, kann aber repariert werden, um seinen Dienst wieder aufzunehmen.

## Wissenswertes
Der Kurzfilm diente Neill Blomkamp als Grundlage für den Spielfilm Chappie aus dem Jahr 2015.